# Ausztrália az 1896. évi nyári olimpiai játékokon
Ausztrália a görögországi Athénban megrendezett 1896. évi nyári olimpiai játékok egyik részt vevő nemzete volt. Az országot az olimpián 2 sportágban 1 sportoló képviselte, aki 2 érmet szerzett.

## Érmesek
| Érem  | Versenyző   | Sportág  | Versenyszám  |
| ----- | ----------- | -------- | ------------ |
| Arany | Edwin Flack | Atlétika | Férfi 800 m  |
| Arany | Edwin Flack | Atlétika | Férfi 1500 m |

## Atlétika
| Versenyző   | Versenyszám | Előfutam | Előfutam | Döntő         | Döntő         |
| Versenyző   | Versenyszám | Idő      | Hely.    | Idő           | Helyezés      |
| ----------- | ----------- | -------- | -------- | ------------- | ------------- |
| Edwin Flack | 800 m       | 2:10     | 1.       | 2:11          |               |
| Edwin Flack | 1500 m      |          |          | 4:33 1/5      |               |
| Edwin Flack | Maraton     |          |          | nem ért célba | nem ért célba |

## Tenisz
| Versenyző   | Versenyszám | Nyolcaddöntő                              | Negyeddöntő       | Elődöntő          | Döntő             | Helyezés |
| Versenyző   | Versenyszám | Ellenfél Eredmény                         | Ellenfél Eredmény | Ellenfél Eredmény | Ellenfél Eredmény | Helyezés |
| ----------- | ----------- | ----------------------------------------- | ----------------- | ----------------- | ----------------- | -------- |
| Edwin Flack | Egyes       | Aristidis Akratopoulos (GRE) · nincs adat | kiesett           | kiesett           | kiesett           | 8.       |